# J. Roland Kinzer

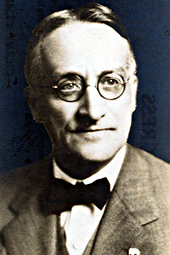
J. Roland Kinzer (1936)

John Roland Kinzer (* 28. März 1874 im Lancaster County, Pennsylvania; † 25. Juli 1955 in Lancaster, Pennsylvania) war ein US-amerikanischer Politiker. Zwischen 1930 und 1947 vertrat er den Bundesstaat Pennsylvania im US-Repräsentantenhaus.

## Werdegang
Roland Kinzer besuchte die öffentlichen Schulen seiner Heimat und danach zwei Colleges in Lancaster. Nach einem anschließenden Jurastudium und seiner im Jahr 1900 erfolgten Zulassung als Rechtsanwalt begann er in Lancaster in diesem Beruf zu arbeiten. Zwischen 1912 und 1923 war er dort Bezirksstaatsanwalt. Politisch schloss er sich der Republikanischen Partei an. Im Juni 1928 nahm er als Delegierter an der Republican National Convention in Kansas City teil, auf der Herbert Hoover als Präsidentschaftskandidat nominiert wurde.
Nach dem Tod des Abgeordneten William Walton Griest wurde Kinzer bei der fälligen Nachwahl für den zehnten Sitz von Pennsylvania als dessen Nachfolger in das US-Repräsentantenhaus in Washington, D.C. gewählt, wo er am 28. Januar 1930 sein neues Mandat antrat. Nach acht Wiederwahlen konnte er bis zum 3. Januar 1947 im Kongress verbleiben. Seit 1945 vertrat er dort den neunten Wahlbezirk seines Staates. Während seiner Zeit im Kongress wurden dort ab 1933 die New-Deal-Gesetze der Roosevelt-Regierung verabschiedet. Im Jahr 1935 wurden erstmals die Bestimmungen des 20. Verfassungszusatzes angewendet, wonach die Legislaturperiode des Kongresses jeweils am 3. Januar endet bzw. beginnt. Seit 1941 war auch die Arbeit des Kongresses von den Ereignissen des Zweiten Weltkrieges geprägt.
Im Jahr 1946 verzichtete Roland Kinzer auf eine weitere Kandidatur. Nach dem Ende seiner Zeit im US-Repräsentantenhaus praktizierte er wieder als Anwalt. Er starb am 25. Juli 1955 in Lancaster, wo er auch beigesetzt wurde.